# Monica Iozzi
Monica Iozzi de Castro (Ribeirão Preto, 2 novembre 1981) è un'attrice, conduttrice televisiva e doppiatrice brasiliana.

## Biografia
Italobrasiliana di Ribeirão Preto, ha studiato discipline teatrali e recitazione all'Università statale di Campinas. Dopo aver recitato in alcune compagnie di teatro, nel 2008 ha ottenuto il ruolo di reporter nel programma CQC, di Rede Bandeirantes, imponendosi su 5.000 candidate.  Per alcuni anni è stata conduttrice o inviata televisiva, seguendo anche la cerimonia degli Oscar e un'edizione del Big Brother Brasil. Nel 2014 ha deciso di dedicarsi nuovamente alla recitazione, impegnandosi non solo in teatro: è apparsa in diverse telenovelas di successo come Alto Astral, nel telefilm Vade Retro, sua prima prova da protagonista, e sul grande schermo, dove è anche stata l'interprete principale di Mar de dentro. Attiva inoltre come doppiatrice, ha tra l'altro dato voce al personaggio di Judy Hopps in Zootopia.
Si dichiara femminista, progressista e fan di Cher.